# Etsuko Inada
Etsuko Inada (jap. 稲田悦子 Inada Etsuko; ur. 8 lutego 1924 w Osace, zm. 8 lipca 2003 w Chibie) – japońska łyżwiarka figurowa, startująca w konkurencji solistek. Uczestniczka igrzysk olimpijskich (1936) oraz 7-krotną mistrzynią Japonii (1935, 1937–1941, 1951). Zakończyła karierę amatorską w 1952 roku.
Łyżwiarstwo figurowe zaczęła uprawiać w wieku 8 lat. Mając 12 lat wzięła udział w igrzyskach olimpijskich 1936 i zajęła 10. miejsce. Była najmłodszym uczestnikiem tych igrzysk, a także, dzięki temu występowi, została najmłodszym japońskim olimpijczykiem w historii.
Zmarła 8 lipca 2003 na raka żołądka w szpitalu w Chibie.

## Osiągnięcia
| Zawody               | 33–34          | 34–35          | 35–36          | 36–37          | 37–38          | 38–39          | 39–40          | 40–41          | 50–51          |                |                |                |                |                |                |                |                |
| Międzynarodowe       | Międzynarodowe | Międzynarodowe | Międzynarodowe | Międzynarodowe | Międzynarodowe | Międzynarodowe | Międzynarodowe | Międzynarodowe | Międzynarodowe | Międzynarodowe | Międzynarodowe | Międzynarodowe | Międzynarodowe | Międzynarodowe | Międzynarodowe | Międzynarodowe | Międzynarodowe |
| -------------------- | -------------- | -------------- | -------------- | -------------- | -------------- | -------------- | -------------- | -------------- | -------------- | -------------- | -------------- | -------------- | -------------- | -------------- | -------------- | -------------- | -------------- |
| Igrzyska olimpijskie |                |                | 10             |                |                |                |                |                |                |                |                |                |                |                |                |                |                |
| Mistrzostwa świata   |                |                | 10             |                |                |                |                |                | 21             |                |                |                |                |                |                |                |                |
| Mistrzostwa Europy   |                |                | 9              |                |                |                |                |                |                |                |                |                |                |                |                |                |                |
| Krajowe              |                |                |                |                |                |                |                |                |                |                |                |                |                |                |                |                |                |
| Mistrzostwa Japonii  | 1 J            | 1              |                | 1              | 1              | 1              | 1              | 1              | 1              |                |                |                |                |                |                |                |                |